# Eptesicus platyops
Eptesicus platyops es una especie de murciélago de la familia Vespertilionidae.

## Distribución geográfica
Se sabe de sólo tres localidades muy distantes, en Nigeria (Lagos), Senegal y la isla de Bioko (Guinea Ecuatorial). Las muestras de Lagos y el Senegal se recogieron en 1900